# 岡崎藩

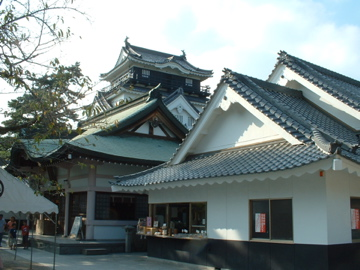
岡崎城

岡崎藩（おかざきはん）は、三河国（現在の愛知県東部）を領有した藩。藩庁は岡崎城に置かれた。

## 藩史

### 立藩以前の歴史
岡崎城は徳川家康生誕の地であり、三河における徳川氏の最重要拠点であった。小田原征伐後、家康が関八州に移封されると、豊臣氏の家臣田中吉政が10万石で入った。慶長5年（1600年）の関ヶ原の戦いで吉政は東軍に与して武功を挙げたことから、筑後国柳河藩32万5000石へ加増移封された。

### 本多家（彦次郎家）統治時代
慶長6年（1602年）2月に徳川氏譜代の重臣本多康重（本多彦次郎家）が上野国白井藩より5万石で入った。これが、岡崎藩の立藩である。康重は家康の信任が厚く、3万石加増の5万石で藩主となっている。慶長9年（1604年）に検地を実施し、東海道の整備、城下町の建設などに尽力したが、岡崎は立地条件が悪く、「岡崎の27まがり」と呼ばれて細長い城下町になったという。
第3代藩主本多忠利時代の寛永11年（1634年）、5000石の加増を受ける。正保2年（1645年）6月27日、第4代藩主本多利長は遠江国横須賀藩5万石へ移封された。

### 水野家統治時代
その直後の7月14日に三河吉田藩から水野忠善が5万石で入った。忠善は新田5000石を弟の水野忠久に分与している。藩政では慶安2年（1649年）の検地をはじめ、新田開発、支配機構の整備などが行われた。
しかし第2代藩主水野忠春が奏者番・寺社奉行に任じられ、第4代藩主水野忠之は老中として享保の改革に参与した。このように歴代藩主が幕閣に入ったことから出費が激しく、さらに領内での天災も相次ぎ、藩財政は悪化した。このため、第6代藩主水野忠辰は財政再建を目指して保守的な家老を隠居させ、藩政改革を行うが、保守派家老の妨害にあって改革は失敗し、失意に落ちた忠辰は保守派家老によって押込められ、隠居させられる。
第7代藩主水野忠任は、宝暦12年（1762年）9月30日に肥前国唐津藩6万石へ移封された（ただし、父祖伝来300年に及ぶ三河を去ること、唐津は年貢が低い事、唐津では老中などに就任が困難な事により栄転ではない）。

### 松井松平家統治時代
代わって下総古河藩より、松平康福が5万4000石で入る。康福は幕閣として幕政に参与していたことから、藩政の治績はほとんどない。明和6年（1769年）11月18日、石見国浜田藩へ移封された。

### 本多家（平八郎家）統治時代
それと入れ替わる形で本多忠粛（本多平八郎家）が5万石で入る。こうして藩主家は定着した。本多平八郎家の統治時代は、藩財政難に悩まされた時代である。本多平八郎家は本多忠勝以来の名門であったが、相次ぐ移封と石高に較べての家臣の多さから財政は窮乏していた。
第2代藩主本多忠典は中根忠容を家老に登用し、更に服部平兵衛も登用して財政再建を目指し、江戸商人三谷喜三郎の協力を得て緊縮財政政策を実施し、財政改革は一時的な成功を収めた。また、矢作川沿いの農村で綿作が盛んに行われ、三河木綿が生産されるようになった。しかし天保期に飢饉が続いて一揆も起こり、財政窮乏が再びひどくなった。
第5代藩主本多忠民は再び財政改革を行い、農村有力者と協力して再建に当たった。一方で忠民は京都所司代・老中として幕末の幕政に参与し、公武合体に尽力した。しかしこのため、藩内では佐幕派と尊王派で争い、脱藩者も出る騒動が起こった。
第6代藩主本多忠直時代の明治2年（1869年）に版籍奉還が行われて岡崎藩知事に任じられ、明治4年（1871年）の廃藩置県で廃藩となった。
岡崎藩の歴代藩主は全て譜代大名であり、徳川氏より信任が厚く、もしくは縁も深い人物が多かった。

## 歴代藩主

### 本多家
譜代 5万石→5万5000石
1. 本多康重（やすしげ）
2. 本多康紀（やすのり）
3. 本多忠利（ただとし）
4. 本多利長（としなが）

### 水野家
譜代 5万石→6万石
1. 水野忠善（ただよし）
2. 水野忠春（ただはる）〔奏者番・寺社奉行〕
3. 水野忠盈（ただみつ）
4. 水野忠之（ただゆき）〔奏者番・若年寄・京都所司代・老中〕
5. 水野忠輝（ただてる）
6. 水野忠辰（ただとき）
7. 水野忠任（ただとう）

### 松平（松井）家
譜代 5万400石
1. 松平康福（やすよし）〔奏者番・寺社奉行・大坂城代・西の丸老中・老中〕

### 本多家
譜代 5万石（10万石格）
1. 本多忠粛（ただとし）
2. 本多忠典（ただつね）
3. 本多忠顕（ただあき）
4. 本多忠考（ただなか）
5. 本多忠民（ただもと）〔奏者番・寺社奉行・京都所司代・老中〕
6. 本多忠直（ただなお）

## 幕末の領地
- 三河国
  - 額田郡のうち - 110村

祐金町(52石6斗6升7合0勺0才0撮)・横町(14石9斗4升1合0勺0才0撮)・十王町(24石8斗7升5合9勺9才9撮)・投町(165石7斗9升4合0勺0才6撮)・六地蔵町(57石9斗6升7合9勺9才9撮)・能見町(54石3斗8升2合9勺9才9撮)・上肴町(12石7斗2升9合0勺0才0撮)・篭田町(134石5斗7升8合0勺0才3撮)・久右衛門町(15石0斗2升6合0勺0才0撮)・連尺町(34石7斗5升0合9勺9才9撮)・田町(126石7斗6升2合0勺0才1撮)・伝馬町(224石9斗8升7合0勺0才0撮)・材木町(43石7斗6升5合9勺9才9撮)・両町(44石0斗9升5合0勺0才1撮)・裏町(13石8斗6升8合0勺0才0撮)・下肴町(51石9斗3升1合9勺9才9撮)・伊賀村(309石9斗8升9合9勺9才0撮)・井田村(670石9斗7升9合0勺0才4撮)・八町村(191石6斗6升7合9勺9才9撮)・欠村(402石3斗5升5合0勺1才1撮)・能見村(240石1斗5升3合0勺0才0撮)・松葉町(　30石1斗1升8合0勺0才0撮)・板屋町(104石1斗4升6合0勺0才4撮)・唐沢町(16石3斗3升4合9勺9才9撮)・岩津村(113石8合5升0合9勺9才8撮)・八ツ木村(121石8斗8升7合0勺0才1撮)・大樹寺村(306石1斗2升7合9勺9才1撮)・上之里村(238石8斗9升1合0勺0才6撮)・藪田村(166石0斗9升5合9勺9才3撮)・日名村(900石6斗5升0合0勺2才4撮)・東蔵前村(196石2斗2升9合0勺0才4撮)・西阿知和村(184石5斗3升9合0勺0才1撮)・東阿知和村(239石5斗6升1合0勺0才5撮)・仁木村(655石4斗8升1合9勺9才5撮)・上田代村(88石1斗6升9合9勺9才8撮)・蕪木村(68石9斗0升8合9勺9才7撮)・折地村(31石0斗2升5合9勺99撮)・井ノ口村(253石5斗9升8合0勺0才7撮)・百々村(223石0斗7升8合9勺9才5撮)・磯部村(223石3斗9升9合9勺9才4撮)・西蔵前村(191石5斗6升5合9勺9才4撮)・外山村(99石9斗8升3合0勺0才2撮)・米河内村(254石9斗4升2合9勺9才3撮)・切山村(124石1斗0升5合0勺0才3撮)・上大門村(141石1斗5升3合0勺00撮)・大内新田(77石7斗6升6合9勺9才8撮)・中大門村(304石9斗5升0合0勺1才2撮)・下大門村(293石1斗3升5合9勺8才6撮)・安戸村(134石1斗7升7合0勺0才2撮)・一色村(108石9斗8升6合0勺0才0撮)・蘭村(118石7斗0升8合0勺0才0撮)・小丸村(99石0斗0升1合9勺9才9撮)・新居村(86石9斗7升5合9勺9才8撮)・蔵次村(64石8斗8升7合0勺0才1撮)・渡通津村(152石8斗9升7合0勺0才3撮)・大ヶ谷村(258石4斗0升3合0勺1才5撮)・北須山村(26石5斗6升3合9勺9才9撮)・駒立村(294石8斗9升3合0勺0才5撮)・柳村(27石1斗9升5合9勺9才9撮)・桜井寺村(47石7斗3升0合9勺9才9撮)・切越村(48石3斗9升4合0勺0才1撮)・須淵村(192石0斗3升5合9勺9才5撮)・栗木村(142石8斗0升7合0勺0才7撮)・田口村(296石4斗3升3合9勺9才0撮)・箱柳村(309石8斗7升7合9勺9才1撮)・法味村(76石3斗8升8合0勺0才0撮)・高薄村(114石1斗5升7合9勺9才7撮)・南須山村(175石8斗1升3合9勺9才5撮)・大河村(65石5斗5升6合9勺9才9撮)・小呂村(251石6斗5升6合9勺9才8撮)・友久村(54石6斗7升5合9勺9才9撮)・茅原沢村(154石7斗9升4合0勺0才6撮)・秦梨村(326石4斗2升9合9勺9才3撮)・古部村(166石2斗0升1合0勺0才4撮)・鍛治屋村(126石9斗4升1合0勺0才2撮)・大山村(77石2斗6升2合0勺0才1撮)・上毛呂村(79石6斗0升9合0勺0才1撮)・下毛呂村(83石3斗9升2合9勺9才8撮)・中畑村(114石3斗6升1合0勺0才0撮)・板田村(133石5斗1升6合9勺9才8撮)・岩谷村(172石9斗6升2合0勺0才6撮)・大井野村(206石8斗3升7合0勺0才6撮)・木下村(130石6斗7升1合0勺0才5撮)・小楠村(63石0斗4升9合9勺9才9撮)・桃ヶ久保村(127石6斗6升2合0勺0才3撮)・名ノ内村(268石3斗8升8合0勺0才0撮)・名ノ内村(268石3斗8升8合0勺0才0撮)・名ノ内村(268石3斗8升8合0勺0才0撮)・麻生村(73石7斗9升2合0勺0才0撮)・稲熊村(291石5斗2升6合2勺1才5撮)・伊賀谷村(128石3斗4升5合9勺9才3撮)・中保久村(170石9斗2升3合9勺9才6撮)・土村(114石4斗0升0合0勺0才2撮)・亀穴村(73石1斗1升4合9勺9才8撮)・石原村(159石4斗7升2合0勺0才0撮)・羽栗村(104石4斗8升7合0勺0才0撮)・池金村(299石3斗2升2合9勺9才8撮)・舞木村(193石8斗4升3合9勺9才4撮)・鳥川村(199石3斗0升4合9勺9才3撮)・岡村(888石2斗4升1合0勺2才8撮)・洞村(323石2斗5升6合0勺1才2撮)・下六名村(832石7斗2升9合9勺8才0撮)・久後村(175石1斗3升2合0勺才0才4撮)・下明大寺村(237石5斗1升6合0勺0才6撮)・上明大寺村(350石1斗2升7合9勺9才1撮)・柱村(436石6斗1升8合9勺8才8撮)・若松村(470石5斗2升8合9勺9才2撮)・戸崎村(287石4斗5升9合0勺1才5撮)・福島新田(144石4斗0升6合9勺9才8撮)・羽根村(562石6斗5升3合9勺9才2撮)・針崎村(312石3斗0升7合0勺0才7撮)・上六名村(462石2斗5升0合0勺0才0撮)
- - 碧海郡のうち - 95村

合歓木村(1526石4斗7升9合0勺0才4撮)・上福桶村(417石4斗3升2合0勺0才7撮)・下福桶村(350石8斗1升9合0勺0才0撮)・安藤村(93石4斗1升0合0勺0才4撮)・古新田村(84石2斗5升2合9勺9才8撮)・木戸村(554石7斗9升9合0勺1才1撮)・新々田村(21石1斗8升4合0勺0才0撮)・藤井村(413石0斗3升9合0勺0才1撮)・上三ツ木村(613石3斗6升2合9勺7才6撮)・国正村(354石0斗2升8合9勺9才2撮)・小川村(1340石2斗2升3合0勺2才2撮)・姫小川村(267石9斗7升1合0勺0才8撮)・下佐々木村(415石4斗2升5合9勺9才5撮)・坂戸村(168石1斗7升3合00才4撮)・村高村(223石5斗8升0合00才2撮)・中村(459石1斗1升4合01才4撮)・下三ツ木村(488石7斗5升3合9勺9才8撮)・二軒屋村(7石9斗5升8合00才0撮)・正名村(400石7斗5升0合00才0撮)・高橋新田村(141石6斗5升8合9勺9才7撮)・法性寺村(346石5斗0升7合9勺9才6撮)・上土井村(441石2斗8升9合0勺0才1撮)・下土井村(654石5斗1升3合9勺7才7撮)・牧御堂村(281石5斗6升2合0勺1才2撮)・井内村(493石7斗9升9合0勺1才1撮)・野畑村(369石8斗4升2合0勺1才0撮)・下和田村(405石6斗4升7合0勺0才3撮)・坂左右村(223石0斗6升1合0勺0勺5撮)・上村(523石5斗4升6合9勺9才7撮)・宗定村(380石4斗4升9合0勺0才5撮)・槌木新郷(48石4斗9升8合0勺0才1撮)・馬場新郷(183石6斗0升0合9勺9才8撮)・上中島村(237石8斗2升8合0勺0才3撮)・阿弥陀堂村(477石6斗1升2合0勺0才0撮)・川端村(280石6斗4升5合9勺9才6撮)・中切村(503石3斗7升7合9勺9才1撮)・粟寺新郷(250石0斗5升6合0勺0才0撮)・上村新郷(153石6斗2升6合00才7撮)・国江新郷(175石9斗8升3合0勺0才2撮)・大林村(343石5斗8升4合9勺9才1撮)・配津村(374石5斗9升7合9勺9才2撮)・山崎村(495石5斗2升0合9勺9才6撮)・西別所村(117石6斗6升7合9勺9才9撮)・東別所村(132石7斗2升0合9勺9才3撮)・別郷村(88石0斗5升6合0勺0才0撮)・牧内新田村(98石3斗7升2合0勺0才2撮)・高木村(255石5斗5升9合0勺0才6撮)・西野新田(53石6斗1升3合9勺9才8撮)・西大友村(240石9斗6升8合9勺9才4撮)・東大友村(543石7斗2升8合0勺2才7撮)・福受新郷(89石8斗8升2合0勺0才4撮)・中園村(371石5斗4升5合0勺1才3撮)・舳越村(651石6斗3升2合9勺9才6撮)・北野村(505石5斗5升3合9勺8才6撮)・東牧内村(393石4斗8升7合0勺0才0撮)・西牧内村(367石4斗2升9合9勺9才3撮)・宇頭村(695石0斗6升5合9勺7才9撮)・池端村(329石2斗6升5合9勺9才1撮)・西矢作村(817石2斗3升4合98才5撮)・小望村(311石2斗7升0合9勺9才6撮)・八村(44石7斗1升0合9勺9才9撮)・宇頭茶屋村(115石2斗0升9合9勺9才9撮)・島村(280石4斗7升3合9勺才9才9撮)・尾崎村(387石6斗6升7合9勺9才9撮)・在家村(514石7斗8升8合0勺2才5撮)・寺領村(122石6斗7升6合0勺0才3撮)・上佐々木村(284石8斗7升6合0勺0才7撮)・宮地村(154石6斗3升8合0勺0才0撮)・下青野村(833石8斗4升8合0勺2才2撮)・中ノ郷村(803石8斗4升3合9勺9才4撮)・赤渋村(431石2斗5升5合0勺0才5撮)・上青野村(860石7斗5升2合0勺1才4撮)・上和田村(442石4斗1升9合0勺0才6撮)・渡刈村(704石5斗0升4合0勺2才8撮)・国江村(366石2斗5升7合9勺9才6撮)・下村(445石4斗0升1合0勺0才1撮)・粟寺村(510石3斗0升3合0勺0才9撮)・永覚新郷(231石8斗5升0合9勺9才8撮)・桑子村(146石8斗4升7合0勺0才0撮)・森越村(246石1斗6升4合9勺9才3撮)・川島村　(137石7斗6升8合0勺0才5撮)・東鴛鴨村(68石8斗1升6合0勺0才2撮)・西鴛鴨村(68石8斗1升5合0勺0才2撮)・竹村(2石8斗6升0合0勺0才0撮)・上条村(355石2斗8升6合9勺8才7撮)・西田新郷(36石9斗0升1合0勺0才1撮)・橋目村(682石4斗2升7合0勺0才2撮)・広畔新郷(85石4斗2升6合0勺0才3撮)・定国村(266石7斗9升0合9勺8才5撮)・上渡村(563石1斗7升4合9勺8才8撮)・東矢作村(821石8斗2升3合9勺7才5撮)・筒針村(522石1斗3升2合9勺9才6撮)・下渡村(553石3斗0升2合0勺0才2撮)	
- - 幡豆郡のうち - 9村

下羽角村(464石4斗0升1合0勺0才1撮)・野場村(840石5斗8升0合0勺1才7撮)・上羽角村(476石3斗6升4合9勺9才0撮)・野崎村(363石3斗0升3合9勺8才6撮)・永井村(152石4斗2升5合9勺9才5撮)・西浅井村(813石9斗4升0合9勺7才9撮)・高落村(456石9斗8升9合0勺1才4撮)・新村(255石3斗2升8合9勺9才5撮)・東浅井村(397石3斗3升3合0勺0才8撮)	